# Pierres d'Ica
Les pierres d'Ica sont un ensemble de faux archéologiques consistant en 15 000 galets d'andésite gravés et artificiellement vieillis par des habitants d'Ocucaje (es), dans la province d'Ica au Pérou, à partir des années 1960.
Ornées de scènes représentant des animaux fantastiques, des dinosaures cohabitant avec des êtres humains ou encore des techniques avancées (opérations chirurgicales, greffes cardiaques, télescopes, fusées, etc.), elles sont vendues par leurs créateurs au chirurgien Javier Cabrera, qui les présente comme d'authentiques vestiges d'une civilisation avancée (les « Glyptolithiques ») ayant disparu en même temps que les dinosaures lors de l'extinction Crétacé-Paléogène il y a 66 millions d'années.
Elles font par la suite l'objet d'une récupération par des partisans de la théorie des anciens astronautes, qui y voient le témoignage de la venue d'extraterrestres sur Terre en des temps reculés, ainsi que par des créationnistes, qui les considèrent comme une preuve de la contemporanéité de l'être humain et des dinosaures — et ce malgré le dévoilement de la supercherie par leurs auteurs, qui révèleront avoir gravé les pierres à la scie à métaux et à la fraise dentaire.
La collection de Javier Cabrera est aujourd'hui exposée à son ancien domicile d'Ica, reconverti en musée privé (le Museo Científico Javier Cabrera, anciennement Museo de las Piedras Grabadas).

## Description
Les pierres d'Ica sont des galets d'andésite de dimensions variées, pouvant atteindre jusqu'à plusieurs dizaines de kilogrammes. Elles sont gravées superficiellement par incision dans leur patine noire, et portent des scènes et des dessins variés, au style manifestement inspiré des iconographies nazca et mochica. Y sont notamment représentés des personnages ressemblant à des Incas ou des Aztèques, tous pourvus d'une tête disproportionnée, ainsi que des animaux fossiles d'époques diverses — ptéranodon, stégosaure, brachiosaure, tricératops ou encore tyrannosaure ; ce dernier est montré dressé sur ses pattes arrière comme dans les anciennes reconstitutions des années 1960, et non en posture horizontale comme le voudraient les découvertes paléontologiques postérieures.

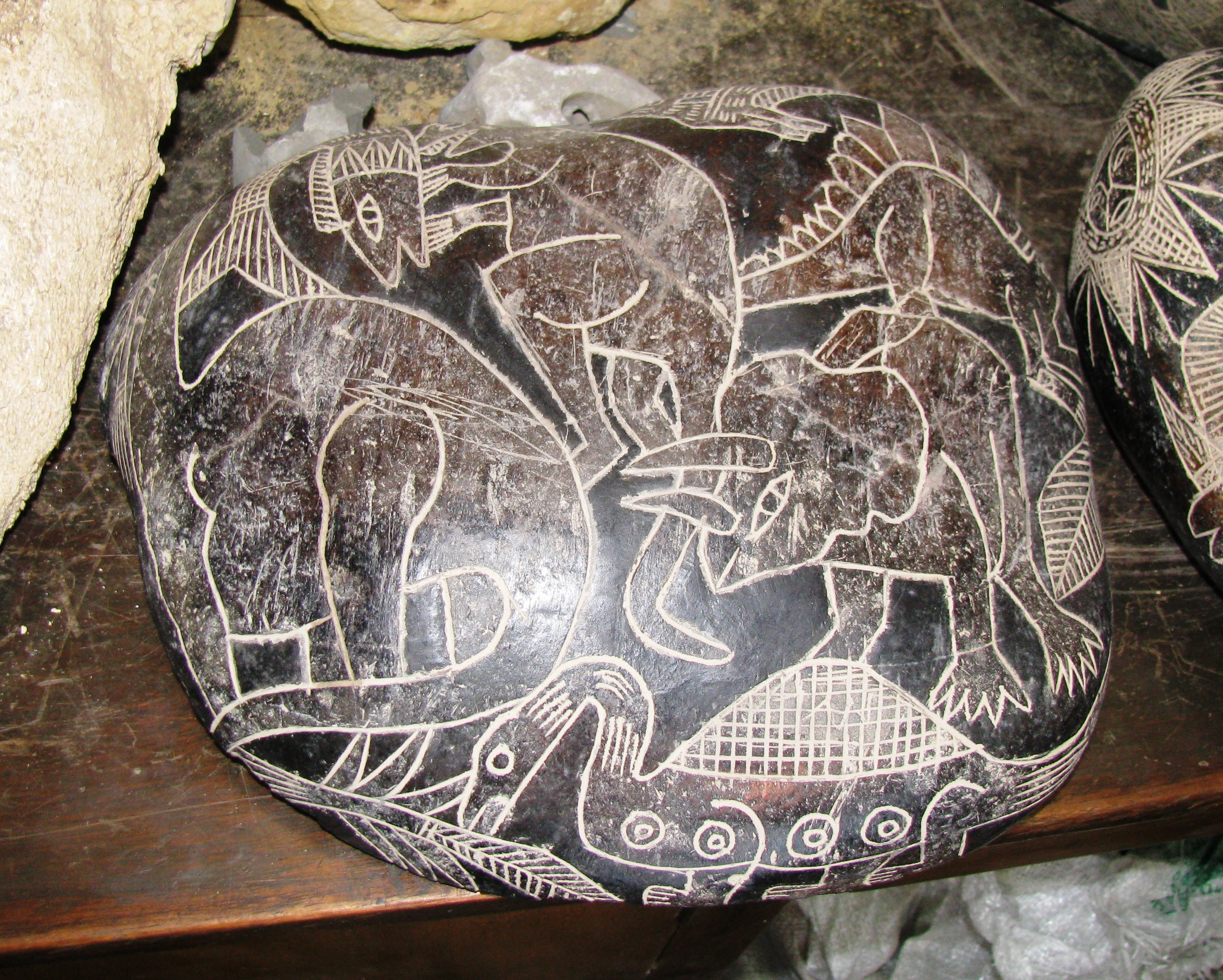
Gravures de dinosaures sur l'une des pierres : on reconnaît entre autres un sauropode, un cératopsien, un stégosaurien et un grand théropode de type tyrannosaure, représenté dressé sur ses pattes arrière.
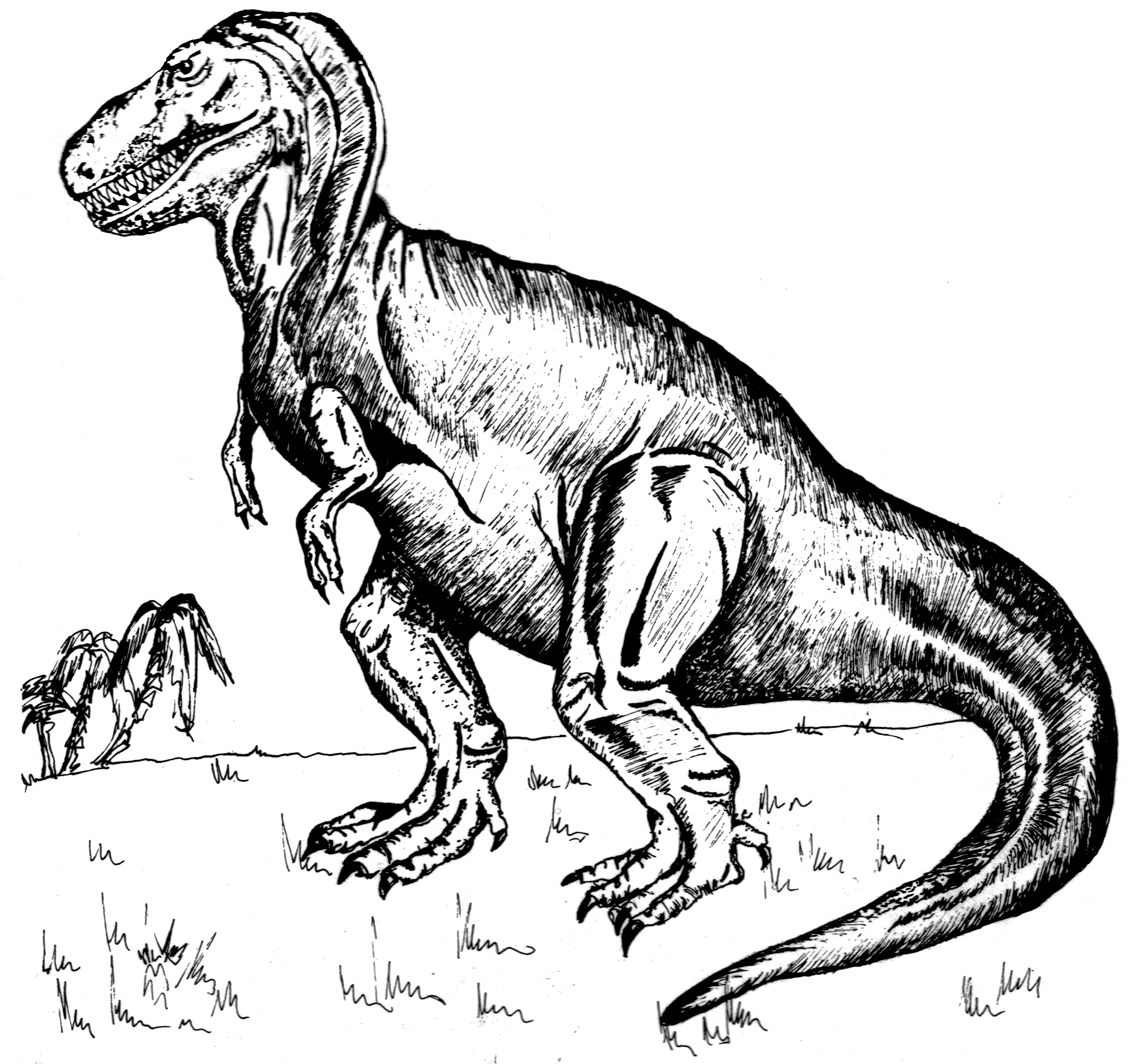
Reconstitution ancienne d'un tyrannosaure, le montrant erronément dressé sur ses pattes arrière comme sur les pierres d'Ica.
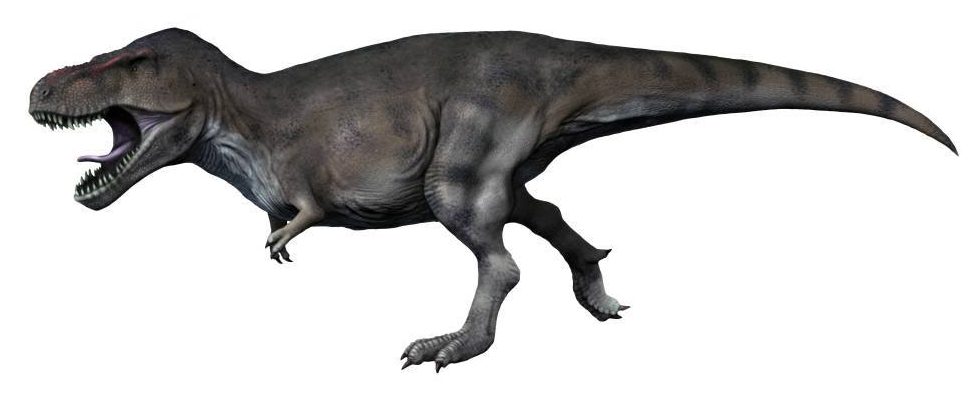
Reconstitution actuelle d'un tyrannosaure, le montrant en posture horizontale conformément aux connaissances paléontologiques contemporaines.

Certains dinosaures apparaissent domestiqués, tandis que d'autres sont attaqués à la hache par des chasseurs humains. Dans le reste de la collection de pierres, ces derniers semblent toutefois pourvus d'une maîtrise technique plus avancée : ils sont représentés maniant des téléscopes, se déplaçant dans des aéronefs ou menant des opérations chirurgicales élaborées telles que des transplantations cérébrales (en) (qui figurent sur six pierres), des opérations à cœur ouvert (transplantations cardiaques), des transfusions ou encore des césariennes. Sont aussi dessinées, entre autres, des cartes géographiques, des illustrations d'embryologie et de parasitologie animales et humaines, des instruments de musique, des danses rituelles, des gravures documentant le cycle reproductif supposé des poissons agnathes du Dévonien (auquel sont consacrées environ 200 pierres), ainsi qu'une Crucifixion (représentant une figure christique à grosse tête cloué sur une croix par les paumes et non par les poignets, contrairement à la pratique de l'Antiquité romaine) et une Cène (reproduisant celle de Léonard de Vinci dans le style anthropomorphique à grosses têtes qui caractérise l'ensemble des pierres).

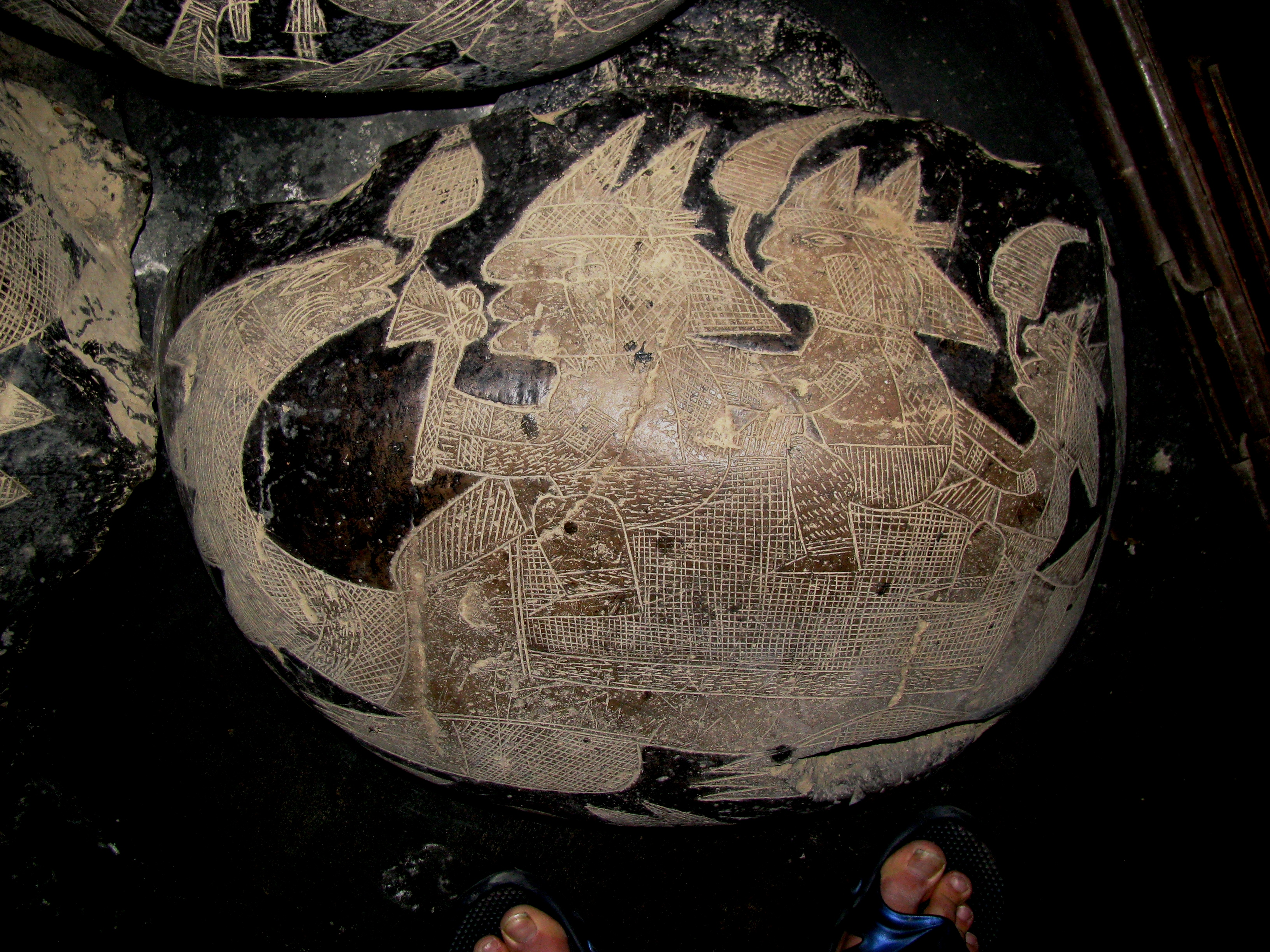
Dinosaure domestique.
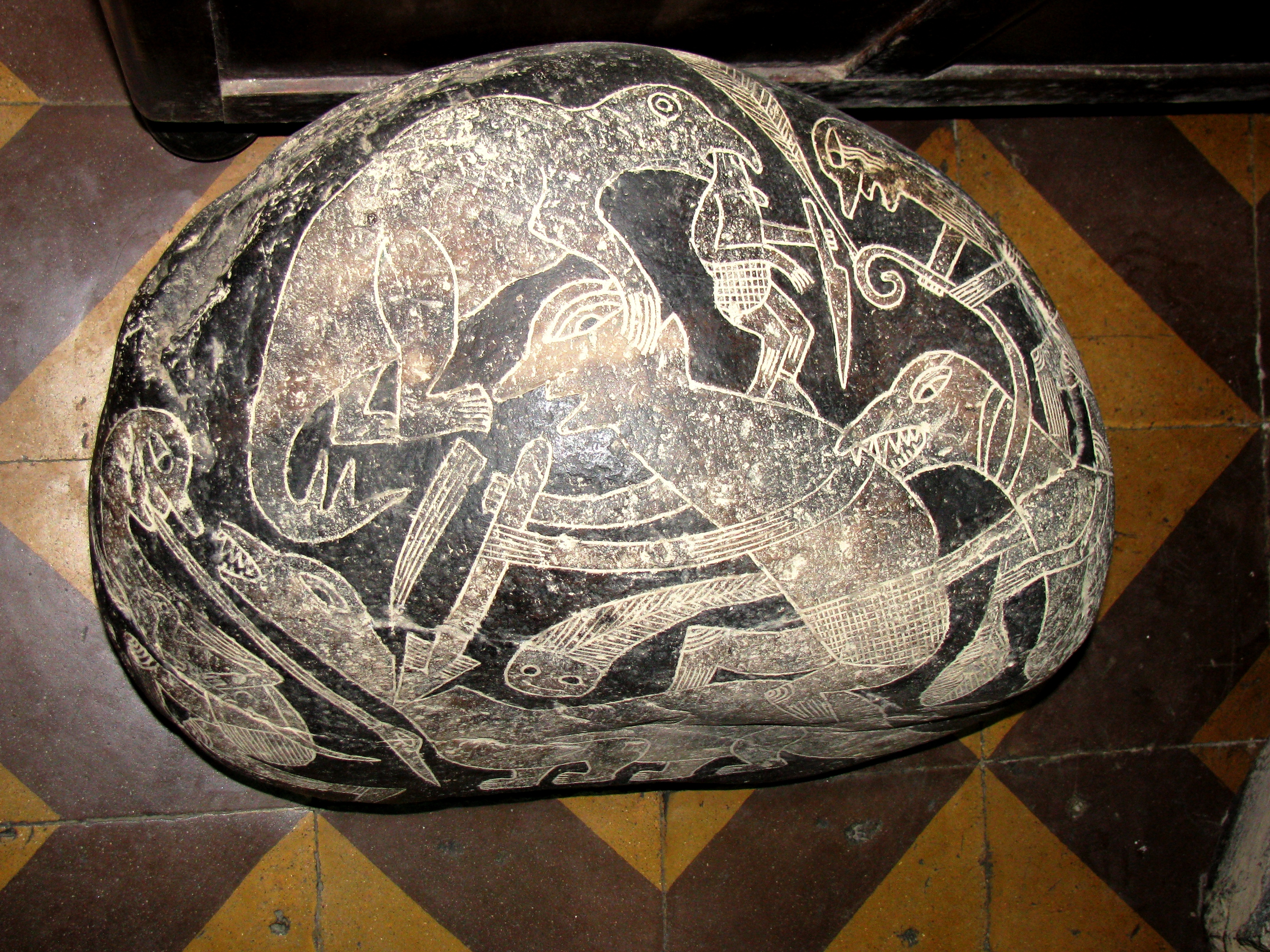
Combat avec des dinosaures.
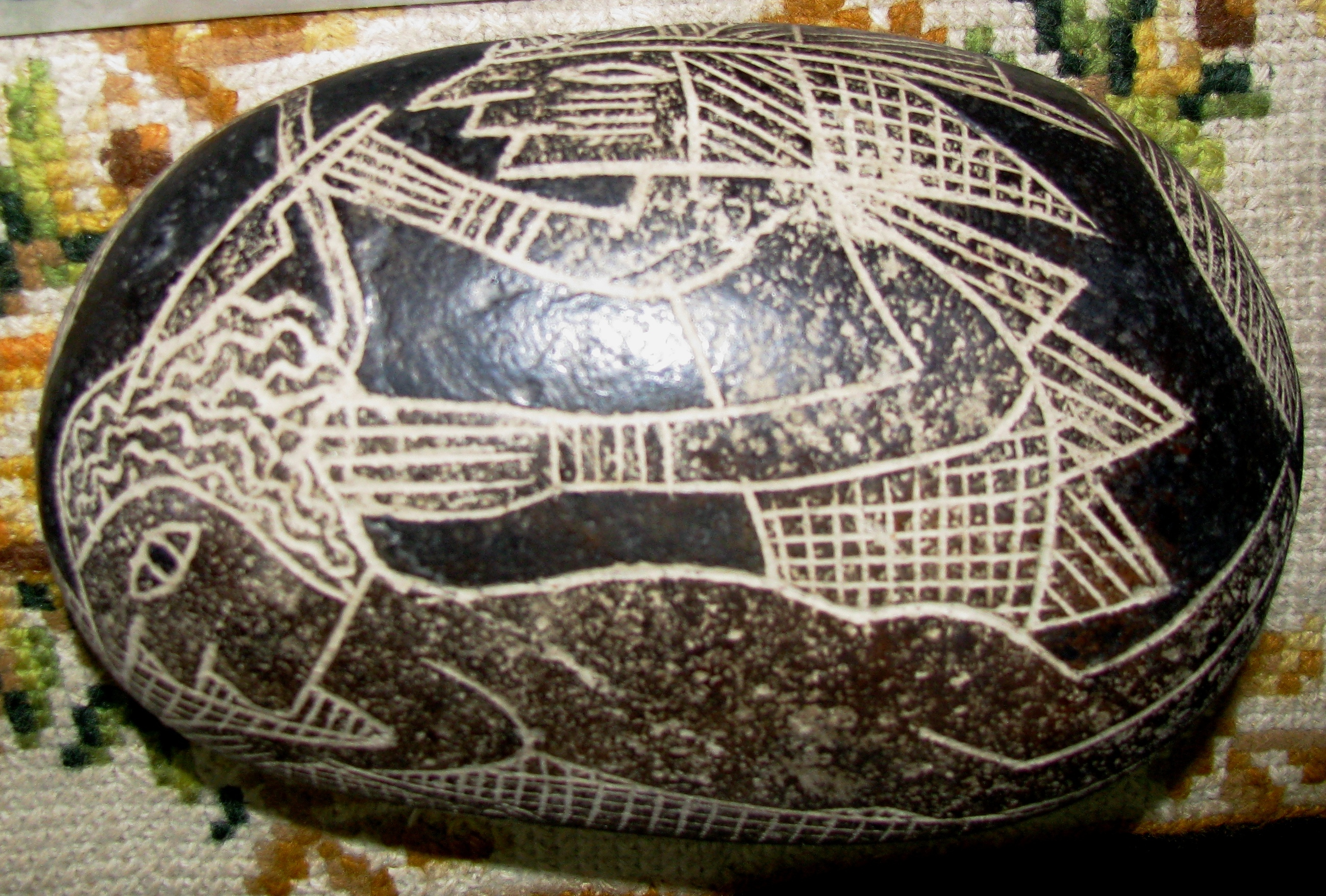
Opération de neurochirurgie.
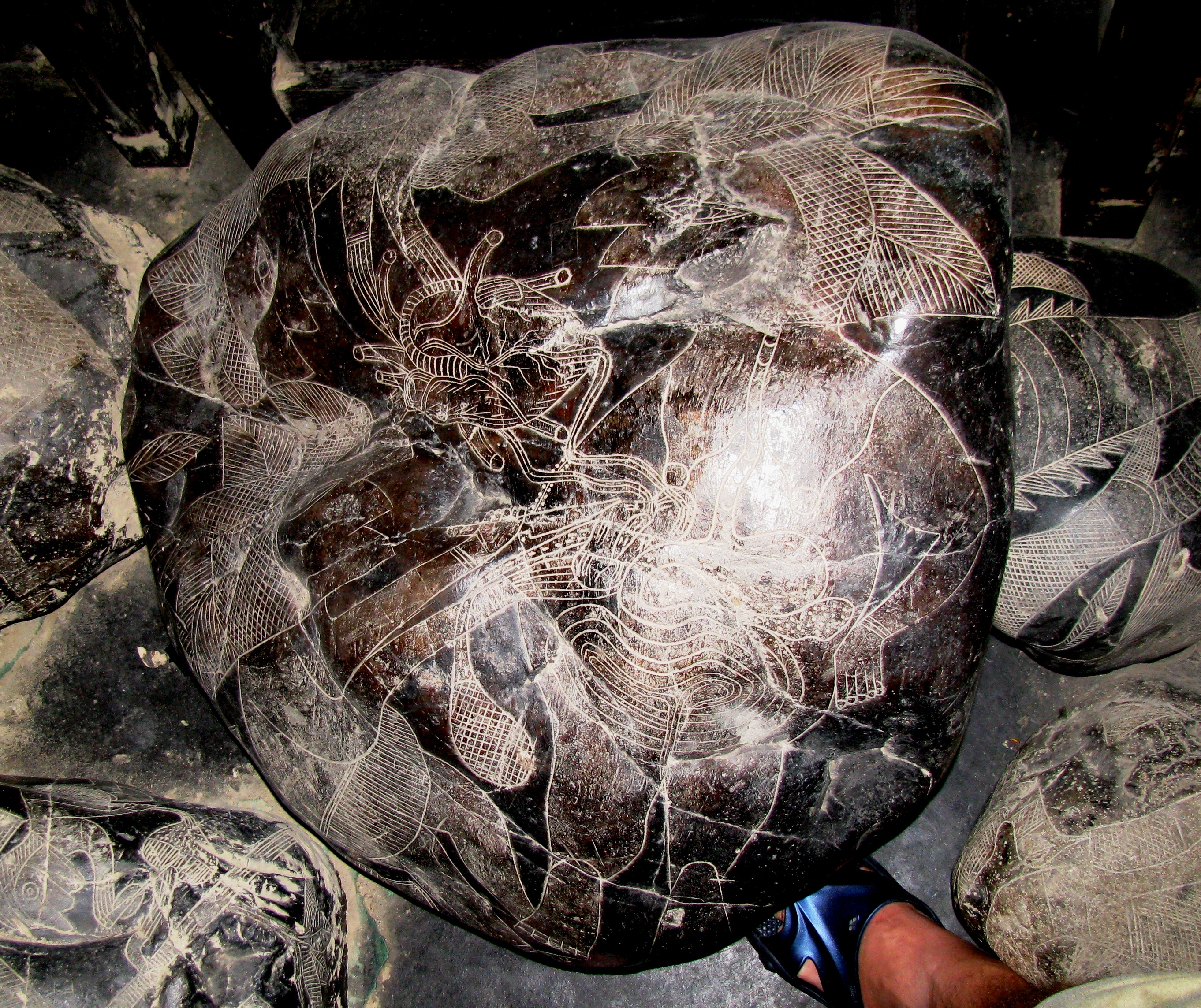
Opération de chirurgie cardiaque.
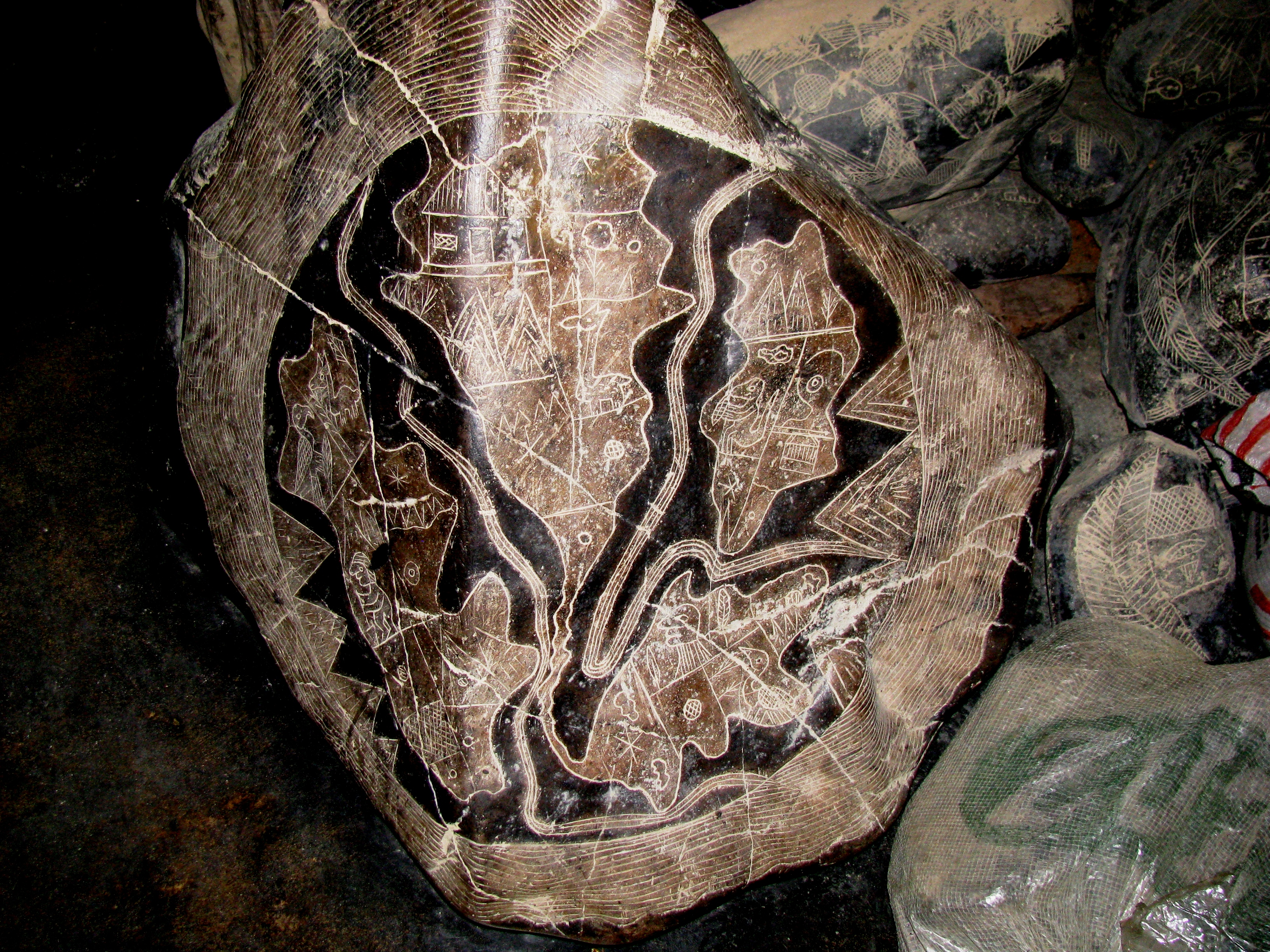
Carte géographique.

## Histoire

### Véritables pierres gravées de la vallée d'Ica
Quelques auteurs, comme l'archéologue Alejandro Pezzia Assereto, mentionnent des pierres gravées originaires de la vallée du fleuve Ica (en) plusieurs années avant leur médiatisation,. Ces piedras mágicas grabadas (« pierres magiques gravées »), découvertes dans des tombes précolombiennes fouillées à partir de 1952, relèvent des cultures de Paracas (qui se développe de 750 av. J.-C. au Ier siècle apr. J.-C.) et d'Ica (de 200 av. J.-C. à 600 apr. J.-C.). Gravées de motifs, dont un poisson, mais d'aucun dinosaure, aéronef ou opération complexe, elles diffèrent sensiblement des pierres créées à partir des années 1960 : les lignes blanches de ces dernières se détachent nettement sur leur fond noir, ce qui n'est pas le cas des pierres authentiques, dont les lignes sont de même couleur que le fond — signe de leur vieillissement naturel, qui a laissé aux gravures le temps de se repatiner.

### Apparition des fausses pierres et leur exploitation par Javier Cabrera

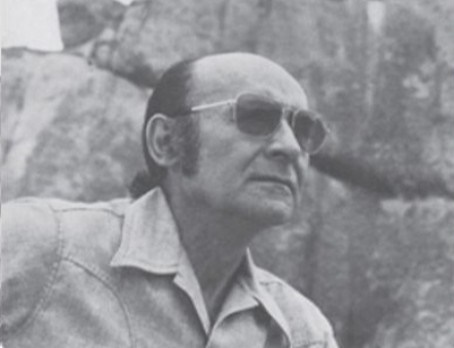
Javier Cabrera en 1976.

L'affaire des pierres d'Ica à proprement parler débute en 1966, lorsqu'une pierre gravée est offerte au médecin péruvien Javier Cabrera Darquea pour son 42e anniversaire par son ami, le photographe Félix Llosa Romero. Destinée à servir de presse-papier, elle porte le dessin d'un poisson que Cabrera dit identifier comme une espèce fossile. Il manifeste alors aux huaqueros (es) autochtones, des paysans spécialisés dans le pillage de sites archéologiques, son intérêt par ce genre d'objets, qu'il appelle « glyptolithes ». Ceux-ci lui en fournissent un grand nombre, ce qui le conduit à ouvrir à son domicile d'Ica un musée privé, le Museo de las Piedras Grabadas (« musée des pierres gravées »), pour exposer les quelque 15 000 pierres qu'il recueille. Dans le détail, sa collection comporte des pierres similaires qu'il dit avoir été réunies par son père dans les années 1930, ainsi que 341 pièces acquises auprès de deux frères, Carlos et Pablo Soldi, qui affirment en détenir des milliers d'autres et avoir tenté, en vain, de les proposer à des archéologues. Par la suite, Cabrera acquiert plusieurs milliers de pierres supplémentaires auprès d'un agriculteur, Basilio Uchuya Mendoza, et de sa voisine, Irma Gutiérrez de Aparcana. Toutes sont présentées comme provenant du village d'Ocucaje (es), à une quarantaine de kilomètres au sud d'Ica, et plus précisément d'une unique grotte que Cabrera décrit comme une « bibliothèque de pierre ».
En 1976, Cabrera publie un ouvrage, El Mensaje de las Piedras Grabadas de Ica (« Le Message des pierres gravées d'Ica »), où il expose ses théories sur l'origine et la signification des glyptolithes. Il avance que ces pierres auraient été gravées par une ancienne civilisation avancée, dite « glyptolithique », qui aurait disparu il y a quelques dizaines de millions d'années. Les opérations, connaissances et outils complexes dépeints par les gravures témoigneraient du savoir supérieur de ce peuple des temps primitifs, malgré leur utilisation d'objets plus rudimentaires tels que les haches dont sont armés les chasseurs de dinosaures — Cabrera soutient qu'il ne s'agit pas de véritables haches, mais de symboles représentant des artéfacts complexes.
Selon Cabrera, les Glyptolithiques, originaires des Pléiades, seraient arrivés sur Terre il y a 230 millions d'années et y auraient développé leur civilisation jusqu'à la disparition des dinosaures lors de l'extinction Crétacé-Paléogène. Leur intelligence supérieure, corrélée à leur cerveau plus gros que celui des humains modernes, leur aurait conféré la maîtrise de pouvoirs psychiques leur permettant de lire et d'influencer le cours des événements cosmiques : ainsi, leur don de prescience se manifesterait à travers les représentations de la Cène et de la Crucifixion sur les pierres d'Ica, plusieurs millions d'années à l'avance. Ces pouvoirs leur auraient permis d'anticiper l'arrivée de l'astéroïde de Chicxulub, comme en attesteraient plusieurs pierres les représentant en train d'observer une comète au télescope. Ils seraient alors retournés vers les Pléiades à bord de vaisseaux spatiaux à propulsion électromagnétique, lancés depuis un spatioport situé dans la plaine de Nazca — non sans avoir pris soin de modifier par génie génétique les ancêtres de l'espèce humaine, à l'attention de laquelle ils auraient consigné leur savoir sur les pierres d'Ica.

### Révélation de la supercherie

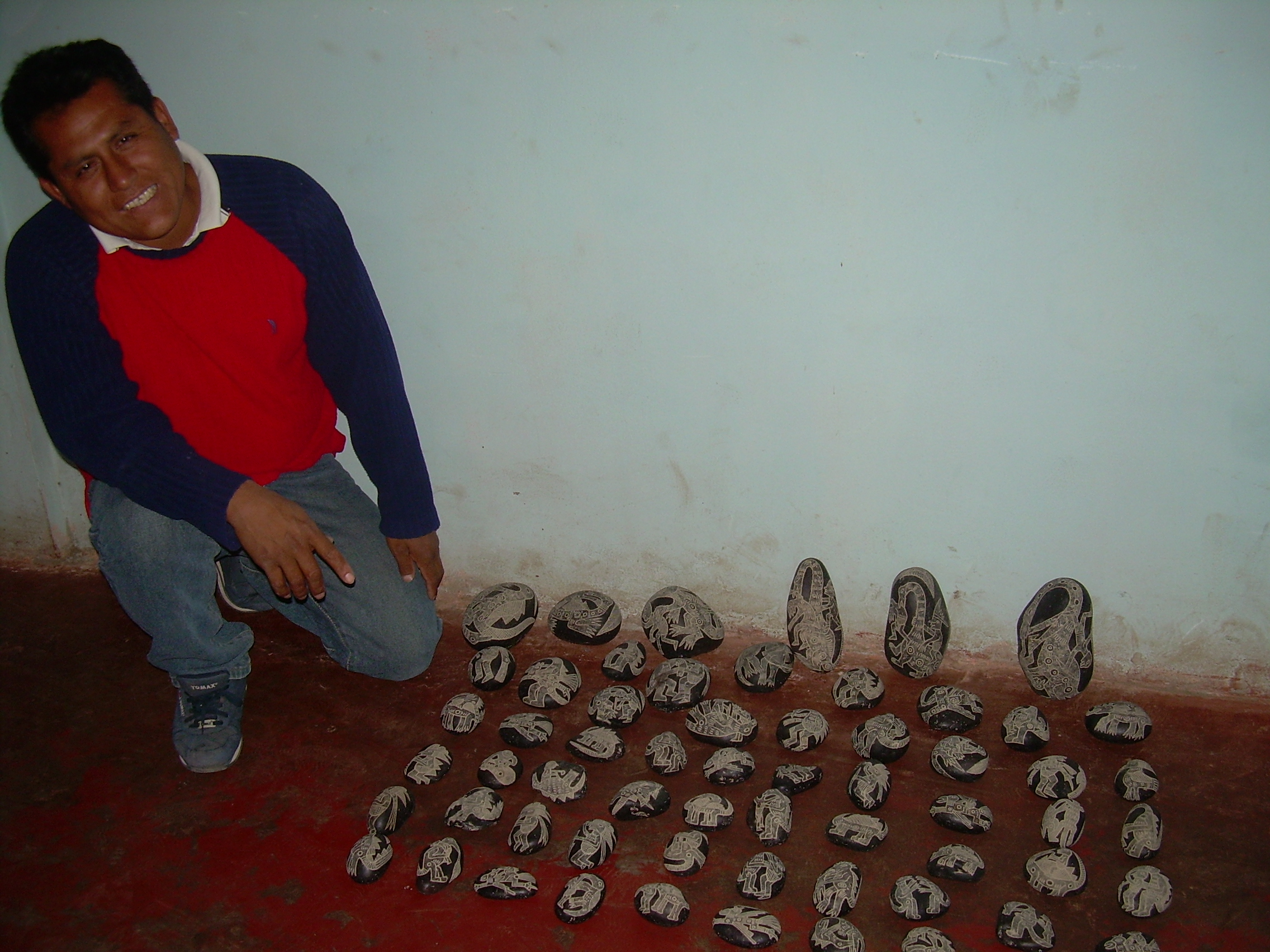
Luis Uchuya, fils de Basilio Uchuya, posant avec les pierres de son père.

En 1973, Basilio Uchuya, l'un des huaqueros fournissant Cabrera en glyptolithes, avoue à l'auteur suisse Erich von Däniken, figure de la théorie des anciens astronautes, qu'il s'agit de faux qu'il a lui-même gravés. Leur médiatisation ayant attiré l'attention des autorités locales, Uchuya est arrêté en 1975 par la police, qui cherche à savoir s'il a vendu des pierres ornées à des touristes : si elles étaient authentiques, une telle activité serait en effet assimilable au pillage de biens culturels d'État selon la loi péruvienne. En garde à vue, il signe une déposition où il reconnaît être l'auteur des gravures :

« Moi, Basilio Uchuya Mendoza, reconnais que toutes les pierres du docteur Cabrera ont été réalisées par moi en les faisant brûler puis en les gravant à l'aide d'une scie, après quoi elles sont trempées dans de la boue puis nettoyées avec un petit chiffon, et enfin passées au cirage. Je fais ce travail depuis dix ans, et la seule personne à qui j'ai vendu mon travail est le subtil docteur. »

Par la suite, lors d'un entretien avec le journaliste allemand Andreas Fischer, il se rétracte et soutient l'authenticité des glyptolithes, affirmant avoir menti pour éviter la prison ; puis, en 1983, il revient à nouveau sur sa version et présente au journaliste Alex Chionetti des dessins que Cabrera lui aurait confiés pour qu'il les reproduise sur des pierres. En 1993, sa voisine Irma Gutiérrez de Aparcana déclare à son tour au journaliste Vicente Paris : 

« Au début, c'était Cabrera lui-même qui nous apportait les dessins pour qu'on les grave sur des pierres. Mais quand il a vu que je disais la vérité aux gens, il a cessé de me donner du travail et a commencé à dire que j'étais folle. À partir de ce moment-là, il a donné du travail seulement à Basilio. »

Irma Gutiérrez conduit également Vicente Paris sur les lieux où elle ramassait les pierres, et grave sur l'une d'elles un dinosaure en quelques minutes à l'aide d'une scie à métaux. Elle lui montre ensuite la manière dont les pierres sont vieillies en les laissant plusieurs heures dans un feu doux. Lors de son enquête, qui dure quatre ans, Vicente Paris met aussi en évidence des traces de dessins préparatoires au crayon de couleur sur certaines pierres conservées par Javier Cabrera et d'autres collectionneurs locaux. L'un des artéfacts, analysé au stéréomicroscope à Barcelone, révèle des débris de papier de verre dans des incisions. Par ailleurs, de fortes similitudes sont notées entre l'iconographie des pierres et les céramiques nazcas exposées au musée d'Ica, ainsi qu'un calendrier de 1975 — en possession de Basilio Uchuya — présentant des images mythologiques mochicas. Lors de sa visite chez l'agriculteur, Vicente Paris remarque également sur un mur de la cuisine une reproduction de La Cène de Léonard de Vinci, dont l'une des pierres imite la composition.
Basilio Uchuya finit par ouvrir un véritable atelier où il grave des galets avec une fraise dentaire, ainsi qu'il en fait la démonstration pour un documentaire de la BBC en 1977,. D'autres artistes se lancent à leur tour dans la fabrication de glyptolithes, créant ainsi des contrefaçons de contrefaçons. Quant à Javier Cabrera, qui met un terme à sa carrière médicale en 1996, il continue toute sa vie de défendre l'authenticité des pierres, tout en admettant que certaines ont été copiées par Uchuya en tant que répliques destinées aux touristes. Il affirme aussi avoir personnellement visité la grotte dont elles proviendraient, ou du moins en connaître l'emplacement, sans toutefois accepter d'y guider quiconque — y compris Erich von Däniken, qui tente de se rapprocher de lui dans ce but, ou l'archéologue indépendant Neil Steede, mandaté par le gouvernement péruvien. Tous deux livreront un jugement dubitatif sur les glyptolithes.

## Postérité

### Dans les milieux pseudohistoriques
Les pierres d'Ica ont fait l'objet d'une récupération par divers courants pseudohistoriques, qui y voient une remise en cause de la « science officielle ». Parmi eux se trouvent notamment des tenants de la théorie des anciens astronautes, des créationnistes et des partisans d'une lecture littérale des mythes.
Dans le cadre de la théorie des anciens astronautes, les pierres d'Ica sont vues comme le témoignage de la visite d'extraterrestres (originaires des Pléiades, selon le récit construit par Javier Cabrera) en des temps reculés. Leurs auteurs seraient soit des peuples précolombiens ayant reçu de la part de ces extraterrestres un savoir avancé (notamment sur les espèces fossiles représentées), qu'ils auraient alors consigné sur les pierres il y a au plus quelques millénaires, soit les extraterrestres eux-mêmes, qui auraient séjourné sur Terre durant des millions d'années avant de disparaître — raison pour laquelle leurs ossements n'auraient jamais été retrouvés. Cette dernière thèse serait notamment étayée par l'ancienneté supposée des pierres, dont certaines, analysées par thermoluminescence au Consejo Superior de Investigaciones Científicas, auraient été datées de 99 000 ans — ce qui, d'un point de vue archéologique, ne renseigne en rien sur l'époque de réalisation des gravures qui les ornent. Un autre argument avancé par Cabrera pour écarter l'origine humaine des glyptolithes se fonde sur la dureté de leur matériau, l'andésite, qui les rendrait trop difficiles à graver avec des outils en pierre : ceci omet, d'une part, l'état avancé de la métallurgie au Pérou préhispanique, et d'autre part, la superficialité des gravures, qui résultent du simple grattage de la patine des pierres.
Pour les créationnistes, à l'inverse, les pierres d'Ica sont bien d'origine humaine, et la représentation d'animaux fossiles sur certaines d'entre elles montre que ceux-ci sont contemporains des peuples précolombiens qui les auraient gravées. Par conséquent, ils n'auraient disparu que récemment, et la chronologie communément acceptée qui place leur extinction il y a des millions d'années est fausse — ce qui étaierait l'idée d'une création du monde par Dieu il y a quelques milliers d'années. Quant aux partisans d'une lecture littérale des mythes, ils voient dans les glyptolithes la preuve de l'existence de monstres que les humains auraient combattus par le passé, ce qui rejoint leur croyance en la réalité des créatures présentes dans les récits et les œuvres d'art d'anciennes civilisations comme la Grèce ou l'Inde antiques.
Plusieurs auteurs ayant soutenu ces diverses théories, parmi lesquels Robert Charroux ou Francis Mazière, fondent leur adhésion à l'authenticité des pierres d'Ica sur leur grand nombre, qui rendrait selon eux invraisemblable l'hypothèse d'une contrefaçon. Ainsi, selon Robert Charroux, « les 11 000 gravures [de la collection Cabrera] représentent trente ans de travail à raison de dix heures par jour ». En réalité, selon l'archéologue Jean-Loïc Le Quellec, « ces gravures sont très faciles à faire, et pour arriver à ce nombre, il suffit d'en fabriquer quotidiennement trois pendant une dizaine d'années ».

### Dans les milieux archéologiques
Dans son Encyclopedia of Dubious Archaeology: From Atlantis To The Walam Olum, l'archéologue Ken Feder indique : « Les pierres d'Ica ne sont pas le plus sophistiqué des canulars archéologiques évoqués dans ce livre mais ont certainement le plus haut rang dans l'absurde. ».